# Mount Ditte
Mount Ditte är ett berg i Antarktis. Det ligger i Västantarktis. Argentina, Chile och Storbritannien gör anspråk på området. Toppen på Mount Ditte är 1 561 meter över havet, eller 855 meter över den omgivande terrängen. Bredden vid basen är 11,2 km. Mount Ditte ingår i Princess Royal Range.
Terrängen runt Mount Ditte är varierad. Havet är nära Ditte åt sydost. Trakten är obefolkad. Det finns inga samhällen i närheten. 